# Emfaza
Emfaza (stgr. ἔμφασις, łac. emphasis) – środek stylistyczny odwołujący się do dialektycznej i logicznej reguły odwrotnej proporcjonalności treści nazwy i zakresu nazwy, polegający na użyciu podczas wypowiedzi szerszego lub węższego zakresu znaczeniowego osób, faktów i pojęć, zamiast zakresu właściwego. Im szerszy jest zakres znaczeniowy poddanych emfazie osób, faktów lub pojęć, tym uboższa jest treść przypisana tym osobom, faktom i pojęciom. Natomiast im węższy zakres znaczeniowy poddanych emfazie osób, faktów lub pojęć, tym treść przypisana tym osobom, faktom i pojęciom staje się bogatsza. Greckie ἔμφασις oznacza obraz, odbicie, wizerunek, ale w znaczeniu bliskim obrazowi czy wizerunkowi pozornemu. Teorią emfazy zajmuje się retoryka.
W teorii retoryki emfaza zaliczana jest do tropów retorycznych, a także definiowana jest jako odmiana amplifikacji horyzontalnej. Najczęściej stosowaną formą emfazy jest nadawanie przydomków ludziom, aby rozszerzyć lub zawęzić zakres znaczeniowy związany z daną osobą. Klasycznym przykładem jest powszechne używanie określenia Kunktator do Kwintusa Fabiusza Maksimusa, które spełnia funkcję wyróżniająco-informującą, a jednocześnie jest tropem retorycznym. Do innych znanych przykładów należą to człowiek – w znaczeniu człowiek, któremu należy wybaczyć; bądź mężczyzną – w znaczeniu bądź dzielny; trzeba żyć – w znaczeniu trzeba sobie radzić. Natomiast emfaza podczas amplifikacji polega na rozszerzeniu objętości i liczby zdań w tym fragmencie tekstu, który autor uważa za najważniejszy z punktu widzenia celu wypowiedzi. W takiej emfazie zniekształcone zostają proporcje ilościowe pomiędzy poszczególnymi elementami wypowiedzi. Poprzez wyraźne wydłużenie jednego elementu, kieruje się uwagę na poddane emfazie fakty, osoby lub sprawy.
Wprowadzony przez Arystotelesa do dialektyki i retoryki termin emfaza używany jest współcześnie między innymi w językoznawstwie teorii literatury, politologii, filozofii, reklamie, public relations, semiologii czy metodologii nauk. W naukach tych termin ten znalazł zastosowanie dla przypadków nieprzenośnego, celowego odstępstwa od znaczenia właściwego. W językoznawstwie stosowany jest w znaczeniu spotęgowania ekspresywności poprzez odpowiedni dobór wyrazów, ich szyk, akcent, czy intonację. Przy analizie gry aktorskiej używa się tego terminu na określenie patetycznej przesady w przedstawianiu uczuć. W znaczeniu potocznym oznacza nacisk położony na jakieś wyrażenie, prowadzący do przesady, afektacji i fałszywej zazwyczaj wzniosłości.